# Kostel svatého Oldřicha (Novosedly)
Kostel svatého Oldřicha je římskokatolický farní kostel v obci Novosedly v okrese Břeclav. Jednolodní kostel s románským jádrem pochází ze 13. století, v pozdějších dobách upravovaný a rozšiřovaný. Je chráněn jako kulturní památka.

## Historie
Poprvé je kostel v Novosedlech zmiňován roku 1276. Pozdně románský kostel však vznikl již v první polovině 13. století, tvořila jej plochostropá loď s apsidou kněžiště. Během 3. čtvrtiny 13. století došlo ke zboření apsidy a vybudování a zaklenutí většího gotického kněžiště. Pravděpodobně v téže době byla také k jižní zdi lodi přistavěna obdélná kaple, zakončená apsidou. Podzemní prostor pod touto apsidou snad sloužil jako studniční kaple (kult svatého Oldřicha), později byl přeměněn na kostnici. Kolem roku 1500 byla loď kostela opatřena klenbou. Pravděpodobně ve 2. polovině 17. století proběhla stavba věže. Roku 1774 bylo zřejmě dřevěné zvonicové patro nahrazeno zděným, dále byla zaklenuta boční kaple. Dříve samostatný prostor kaple byl před rokem 1828 propojen s lodí proražením otvorů v jižní zdi lodi. Původní malá sakristie byla roku 1811 zvětšena do současné podoby. Roku 1891 došlo k zazdění dvou oken kněžiště a úprava dalších do gotické podoby. V roce 1909 byla původní kruchta nahrazena novou a došlo k úpravě oken kaple.

## Popis
Kostel svatého Oldřicha stojí na návsi v centru obce. Jedná se o jednolodní orientovanou stavbu. Pozdně románskou obdélnou loď doplňuje gotické, polygonálně zakončené kněžiště. K jeho severní zdi přiléhá čtyřboká sakristie. V ose západního průčelí lodi stojí věž hranolového půdorysu. Přístup na kruchtu a věž je válcovým točitým schodištěm, stojícím u severní strany lodi. K jižní zdi lodi přiléhá obdélná kaple svatého Rocha, zakončená apsidou. Pod apsidou je prostor s kruhovým půdorysem, završený kopulí a přístupný schodištěm. Kněžiště je zajištěno stupňovanými opěrnými pilíři. Na jeho jižní straně je jedno původní okno s lomeným zaklenutím. V severní zdi lodi jsou umístěna částečně zazděná původní románská okna s půlkruhovým zaklenutím (obdobná jsou i v půdním prostoru jižní zdi). Pod nimi se nachází pozdější gotická lomená okna. Věž kostela je opatřena nárožními pilastry. V podvěží zaklenutém křížovou klenbou se nachází hlavní vstup do kostela. Další vstup je v západním průčelí kaple svatého Rocha. Loď je zaklenuta třemi poli křížové klenby, navazující chórový prostor a kněžiště má dvě pole křížové klenby a paprsčitý závěr. Loď a chórový prostor odděluje půlkruhově zaklenutý, zděný vítězný oblouk. V západní části lodi stojí novogotická hudební kruchta. Jižní zeď lodi je propojena s kaplí dvěma otvory s lomeným zaklenutím. Kaple svatého Rocha má valenou klenbu, apsida je zakončena konchou.

## Zařízení
V interiéru kostela se nachází hlavní oltář z roku 1801 s obrazem Oslava svatého Oldřicha od Ferdinanda Lichta. Dva boční protějškové retabulární oltáře obsahují hlavní obrazy Smrt sv. Josefa (F. Licht, 1801) a Smrt sv. Barbory (anonym, konec 18. stol.). V boční kapli je oltář z počátku 18. století, s původním obrazem sv. Rocha.